# Eragrostis barrelieri
Eragrostis barrelieri é uma espécie de planta com flor pertencente à família Poaceae. 
A autoridade científica da espécie é Daveau, tendo sido publicada em Journal de Botanique (Morot) 8: 289. 1894.

## Portugal
Trata-se de uma espécie presente no território português, nomeadamente no Arquipélago dos Açores e no  Arquipélago da Madeira.
Em termos de naturalidade é introduzida nas duas regiões atrás indicadas.

## Protecção
Não se encontra protegida por legislação portuguesa ou da Comunidade Europeia.